# Skye
Skye (ang. Isle of Skye, gael. An t-Eilean Sgitheanach) – druga co do wielkości (1700 km²) wyspa Szkocji, a czwarta na Wyspach Brytyjskich, największa i położona najbardziej na północ w archipelagu Hebrydów Wewnętrznych. Należy do jednostki administracyjnej Highland, historycznie część hrabstwa Inverness-shire.
Linia brzegowa jest silnie rozczłonkowana. Od wyspy Raasay oddzielona cieśniną Sound of Raasay, od lądu Szkocji – Inner Sound oraz Sound of Sleat, a od wysp Rùm i Eigg – Cuilin Sound. Obszar wyspy zdominowany jest przez góry Cuillins.  Na wyspie znajdują się wrzosowiska i torfowiska. Ludność wyspy zajmuje się rybołówstwem oraz hodowlą bydła i owiec.
Większe miejscowości na wyspie to Portree, Armadale, Broadford i Uig. W 1995 roku oddany został most łączący wyspę z lądem. Na Skye znajduje się gorzelnia (destylarnia) whisky Talisker.